# 国际捕虫堇研讨会通讯
《国际捕虫堇研讨会通讯》（International Pinguicula Study Group Newsletter）是国际捕虫堇研讨会（International Pinguicula Study Group）的官方出版物。其成立于20世纪90年代，总部位于英国。期刊内容包括园艺资讯，实地考察报告及学术报告。其仅出版了10期，出版日期不定。按出版循序，这十期分别出版于：第1期（无日期）；第2期（无日期）；第3期（1993年5-6月）；第4期（1994年）；第5期（1994年9月）；第6期（1995年4月）；第7期（1996年1月）；第8期（1997年2月）；第9期（1998年秋）；第10期（2000年秋）。国际食虫植物协会已提供了这十期的在线浏览。

## 类群描述
大角捕虫堇诺顿亚种（Pinguicula macroceras subsp. nortensis）的正式描述被分布于1997年2月的第8期《国际捕虫堇研讨会通讯》中。在1993年5-6月的第3期中还发表了一个栽培种名——Pinguicula 'L'Hautil'。